# 赤脸薮鹛
，又名灰头薮鹛，是画眉科薮鹛属的一种，分布于不丹、孟加拉国、老挝、中国大陆、越南、印度、泰国、缅甸和尼泊尔。该物种的保护状况被评为无危。
2022年，为了更好地反映其形态特征，“中国鸟类名录”10.0版将赤脸薮鹛的中文名修改为灰头薮鹛。
赤脸薮鹛的平均体重约为49.0克。栖息地包括亚热带或热带的高海拔草原、亚热带或热带的高海拔疏灌丛和亚热带或热带的湿润山地林。该物种的模式产地在尼泊尔。

## 亚种
- 赤脸薮鹛滇北亚种（学名：L. p. bakeri）:分布于印度、缅甸以及中国大陆的云南等地。该物种的模式产地在印度阿萨姆邦Laisung,N.Cachar。[5]
- 赤脸薮鹛指名亚种（学名：L. p. phoenicea)：分布于喜马拉雅山从尼泊尔至不丹和阿萨姆邦（米什米山）。[6]